# Truro (Massachusetts)
Truro es un pueblo ubicado en el condado de Barnstable en el estado estadounidense de Massachusetts. En el Censo de 2010 tenía una población de 2003 habitantes y una densidad poblacional de 29,48 personas por km².

## Geografía
Truro se encuentra ubicado en las coordenadas 42°0′49″N 70°3′51″O / 42.01361, -70.06417. Según la Oficina del Censo de los Estados Unidos, Truro tiene una superficie total de 67.95 km², de la cual 54.27 km² corresponden a tierra firme y (20.13%) 13.68 km² es agua.

## Demografía
Según el censo de 2010, había 2003 personas residiendo en Truro. La densidad de población era de 29,48 hab./km². De los 2003 habitantes, Truro estaba compuesto por el 95.41% blancos, el 1.95% eran afroamericanos, el 0.2% eran amerindios, el 0.5% eran asiáticos, el 0% eran isleños del Pacífico, el 0.45% eran de otras razas y el 1.5% pertenecían a dos o más razas. Del total de la población el 2.05% eran hispanos o latinos de cualquier raza.

## Lugares
- Casa Highland